# 坦波夫州
坦波夫州（羅馬化：Tambovskaya oblast）是俄羅斯聯邦主體之一，屬中央聯邦管區。面積34,539平方公里，人口1,155,346 (2004年)。首府坦波夫，距離俄羅斯首都莫斯科480公里。